# Zkracovačka (cvičení)

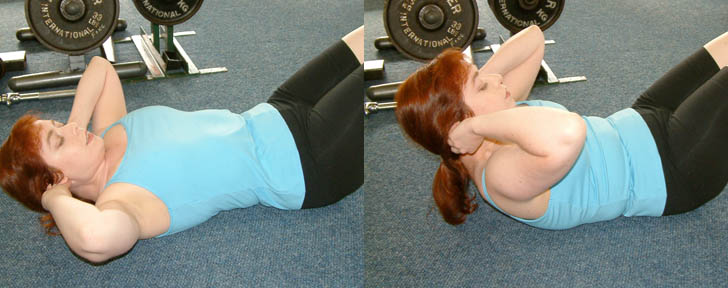
Jak se provádí zkracovačka

Zkracovačka (angl. crunch) je jeden z nejčastějších cviků pro břišní svaly. Procvičuje především přímý sval břišní.

## Provádění
Zkracovačka začíná vleže na zádech s nohama pokrčenýma v kolenou. Trup se ohýbá tak, aby se ramena přibližovala k pánvi. Ruce mohou být za krkem či vedle něho anebo překřížené na hrudi. Tlak rukou na krk nebo hlavu může způsobit zranění.

## Alternativy
Obtížnost zkracovačky lze zvýšit ležením na šikmé lavici nebo držením zátěže pod bradou, na hrudi nebo za hlavou. Zkracovačky lze cvičit na cvičebním míči. Prodloužení vzdálenosti zvýší zátěž břišních svalů uplatněním pákového efektu.